# Larry Csonka
Larry Richard Csonka (Stow, Ohio, 25 december 1946) is een Amerikaans voormalig Americanfootballspeler voor de Miami Dolphins en de New York Giants in de National Football League en voor de Memphis Southmen in de World Football League. Csonka speelde als fullback, won tweemaal de Super Bowl en is in 1987 opgenomen in de Pro Football Hall of Fame.